# Wilhelmine Corinth

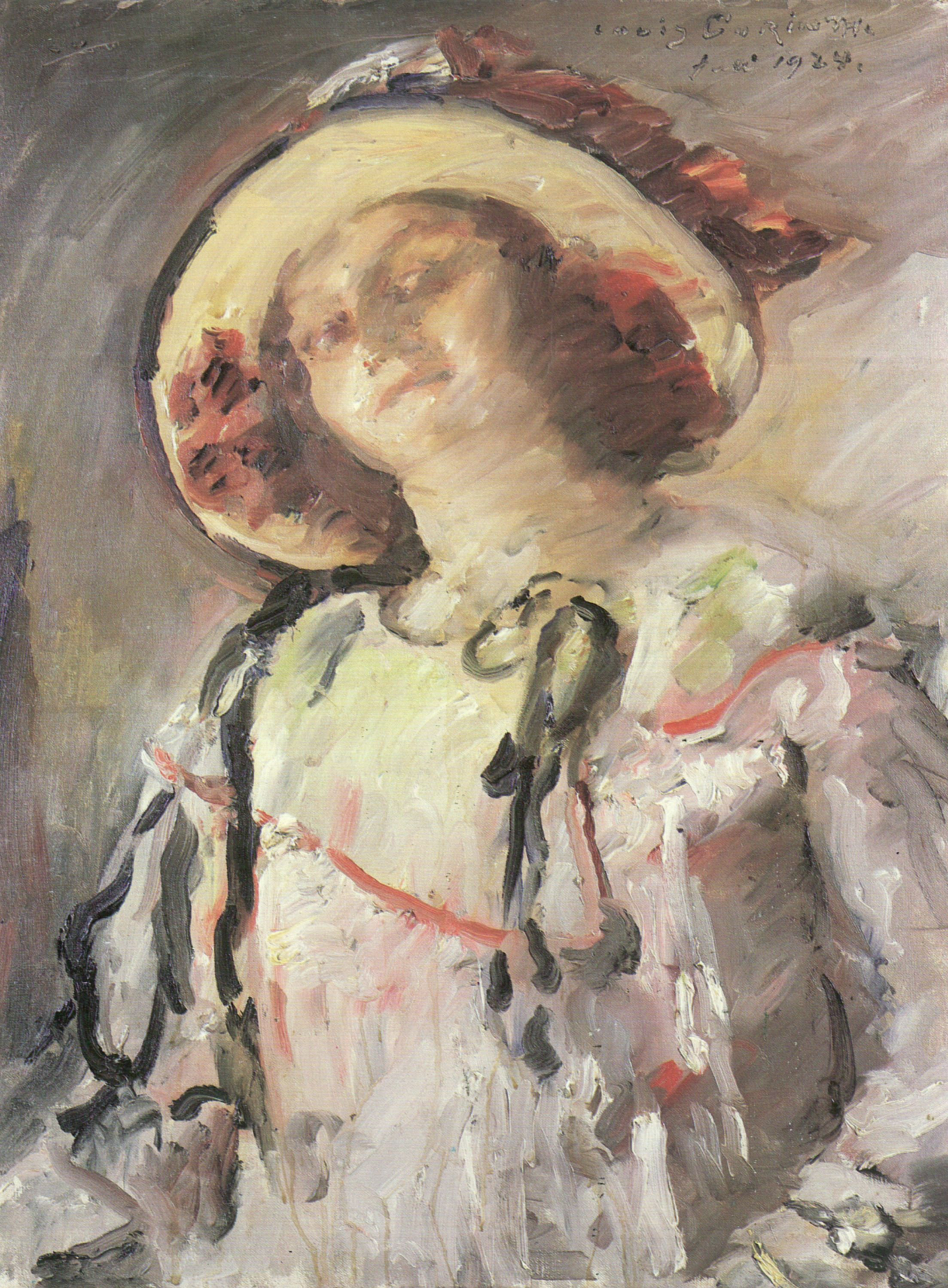
Wilhelmine Corinth, Porträt mit gelbem Hut von Lovis Corinth, 1924

Wilhelmine „Mine“ Corinth (* 13. Juni 1909 in Berlin; † 31. Mai 2001 in New York City), später Wilhelmine Corinth-Klopfer, war eine deutsch-amerikanische Schauspielerin und Autorin. Sie war die Tochter des Malers Lovis Corinth und seiner Ehefrau Charlotte Berend-Corinth.

## Leben
Wilhelmine „Mine“ Corinth, die ihren Namen zu Ehren der Großmutter väterlicherseits erhielt, wurde 6 Monate nach ihrer Geburt in Corinths Atelier in der Berliner Klopstockstraße getauft. Sie war nach ihrem fünf Jahre älteren Bruder das zweite Kind des Paares. Wie auch Thomas wurde Wilhelmine zum regelmäßigen Motiv ihres Vaters für zahlreiche Aquarelle, Zeichnungen und Radierungen sowie für 13 Ölgemälde.
Wilhelmine studierte an der Akademie der Künste in Berlin sowie in der Malklasse ihrer Mutter nach dem Tod ihres Vaters. Nachfolgend wurde sie Theaterschauspielerin und spielte in Theatern in Hannover und Darmstadt gemeinsam mit Karl Schönböck, Elisabeth Flickenschildt, Lilli Palmer und Brigitte Horney. Am 28. Juni 1933 wurde sie als Vierteljüdin beim Staatstheater Darmstadt entlassen und erhielt Berufsverbot. In erster Ehe heiratete sie den Ingenieur Hanns Hecker und hatte mit ihm drei Kinder, die Söhne Michael und Georg sowie die Tochter Katharina. Gemeinsam verlebten sie den Zweiten Weltkrieg in Hamburg und 1948 folgte Wilhelmine ihrer Mutter und ihrem Bruder nach New York City. 1949 erschien der während der Kriegsjahre geschriebene autobiographische Roman Sechs Jahre lang.
1950 wurde ihre Ehe geschieden, 1952 heiratete sie den Ingenieur Hans Klopfer, der 1962 starb. Seit 1965 war sie mit dem Tenor und Turniertänzer Russell Palin liiert. Nachdem 1967 ihre Mutter und 1988 auch ihr Bruder verstarben, übernahm sie die Verwaltung des künstlerischen Nachlasses ihrer Eltern und arrangierte sowohl in den USA als auch in Deutschland Ausstellungen. 1983 veröffentlichte sie den Roman Die Fährfrau. Das leidenschaftliche Leben der Marie Grubbe, der die Lebensgeschichte der Marie Grubbe als Femme fatale der Barockzeit schilderte. 1990 erschien das gemeinsam mit der Journalistin Helga Schalkhäuser geschriebene Buch Ich habe einen Lovis, keinen Vater.... Erinnerungen. Wilhelmine Corinth starb fünf Tage nach ihrem letzten Lebenspartner Russell Palin.

## Schriften
- Sechs Jahre lang, Südverlag, Hamburg 1949.
- Die Fährfrau. Das leidenschaftliche Leben der Marie Grubbe, Luebbe Verlagsgruppe, 1984, ISBN 3-7857-0368-6.
- Ich habe einen Lovis, keinen Vater.... Erinnerungen, Ullstein, 1992, ISBN 3-548-22895-X.